# 面膜

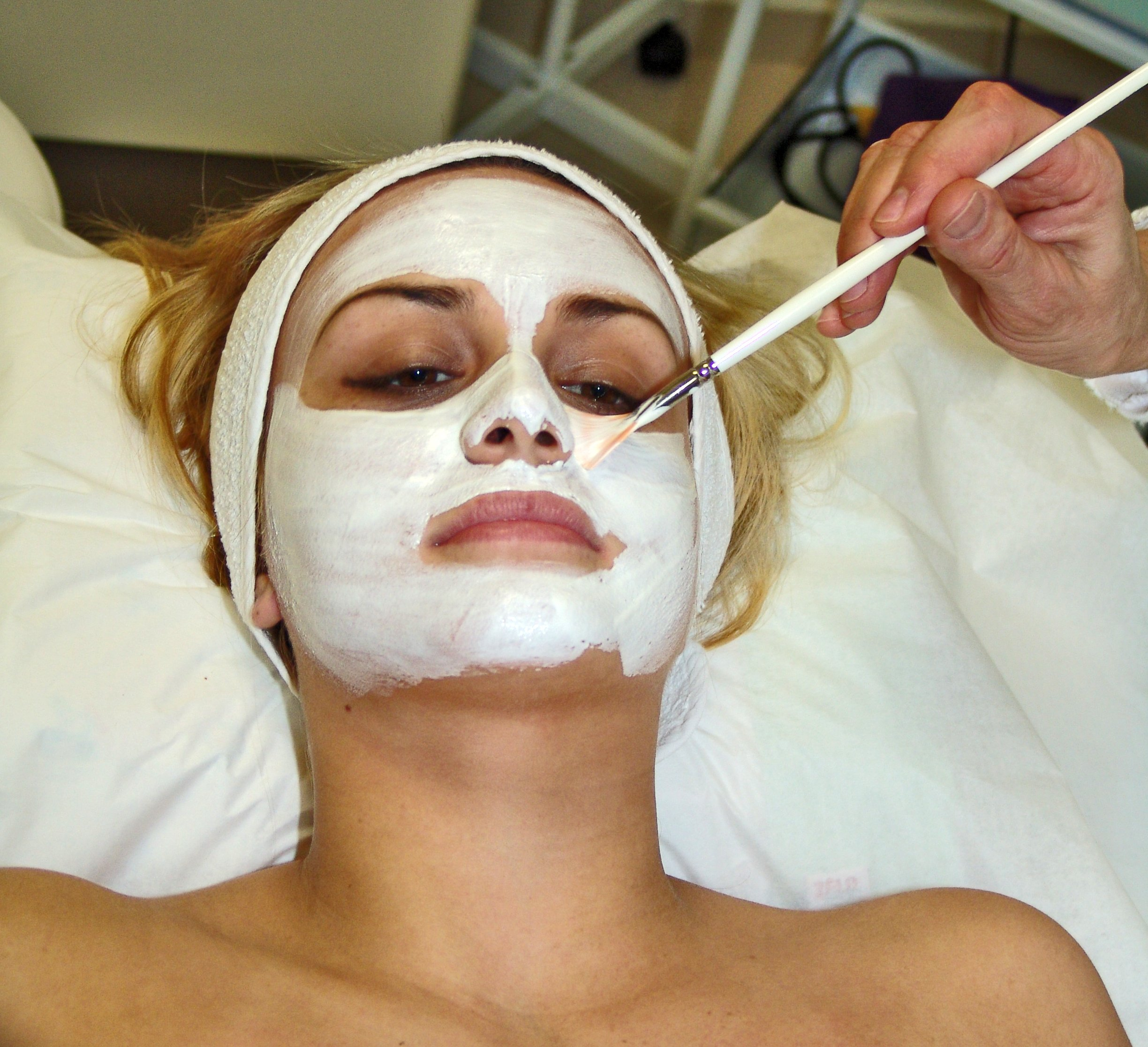
美容经常都会做面膜。

面膜为一种敷于面部的美容护肤品，因其敷之二三十分钟干燥，并在面部上形成一薄膜，故称面膜。然些许面膜干燥后不成膜，但因其效果与面膜无异，遂亦可统一称为面膜。
面膜不是每個人都適合使用，部分面膜因為含有熒光劑或加入過量防腐劑，甚至含有重金屬鉛，容易導致皮膚過敏。